# 22003 Стартек
22003 Стартек (22003 Startek) — астероїд головного поясу, відкритий 7 грудня 1999 року.
Тіссеранів параметр щодо Юпітера — 3,272.